# Dumont (Minnesota)
Dumont – miasto w Stanach Zjednoczonych, w stanie Minnesota, w hrabstwie Traverse.